# Clarence E. Lightner
Clarence Everett Lightner (* 5. August 1921 in Raleigh (North Carolina); † 9. Juli 2002 ebenda) war ein US-amerikanischer Politiker. Er war der erste in allgemeiner Wahl gewählte Bürgermeister der Stadt Raleigh in North Carolina und der erste Afroamerikaner, der in einer Großstadt in den Südstaaten der Vereinigten Staaten je gewählt wurde und der erste, der in einer Stadt mit überwiegend weißer Bevölkerung ins Amt gewählt wurde. Lightner, ein Demokrat, war auch der erste und bislang letzte afroamerikanische Bürgermeister in Raleigh, er war von 1973 bis 1975 im Amt.  
Seine Wahl erhielt landesweite Aufmerksamkeit, da nur 16 % der registrierten Wähler afroamerikanischer Abstammung waren und es ein bis dato einzigartiges Ereignis war, in einer überwiegend von weißen Bürgern bewohnten Stadt einen schwarzen Kandidaten aufzustellen. Noch erstaunlicher war, dass seine Hautfarbe in seiner Kampagne kaum erwähnt wurde, obwohl Lightner in einer Zeit aufwuchs, als Afroamerikaner weder aktiv noch passiv zur Wahl zugelassen waren. Zwei Jahre nach dem Voting Rights Act wurde er in den Stadtrat, sechs Jahre später zum Bürgermeister gewählt. Lightner wurde als ein Mann mit „Würde und Beharrlichkeit“ beschrieben, der die Menschen bei seinem Amtsantritt vereinte.